# ビーチ67丁目駅
ビーチ67丁目駅（看板ではビーチ67丁目-アルバーン・バイ・ザ・シー駅）は、クイーンズ区のビーチ67丁目とロッカウェイ・フリーウェイ交差点に位置するニューヨーク市地下鉄INDロッカウェイ線の駅である。A系統が終日停車する。
駅は開業時、アーバーン-ガストン・アベニュー駅だった。1942年の時点ではガストン・アベニュー駅となっていた。その後、2010年4月に愛称がビーチ67丁目-ガストン駅からビーチ67丁目-アルバーン・バイ・ザ・シー駅に変更されることが決まり、2011年7月には駅名標も取り換えられた。

## 駅構造
| P ホーム階 | 相対式ホーム、右側ドアが開く | 相対式ホーム、右側ドアが開く                                                          |
| P ホーム階 | 北行線                       | ← インウッド-207丁目駅行き（ブロード・チャンネル駅） （定期列車なし：ビーチ90丁目駅） |
| P ホーム階 | 南行線                       | → ファー・ロッカウェイ-モット・アベニュー駅行き（ビーチ60丁目駅）→                    |
| P ホーム階 | 相対式ホーム、右側ドアが開く |                                                                                       |
| M          | 改札階                       | 改札口、駅員詰所、メトロカード券売機                                                  |
| G          | 地上階                       | 出入口                                                                                |

1888年にロングアイランド鉄道の駅として開業し、1955年10月3日の廃止を経て翌1956年6月28日に地下鉄駅となった当駅は相対式ホーム2面2線の高架駅である。駅にはIngo Fast制作のアートワークOn and Off the Boardwalkが2011年より設置されている。
駅の西側にハンメルズ信号場があり、ビーチ90丁目駅へ向かう単線が分岐するが定期列車の設定はない。

### 出口

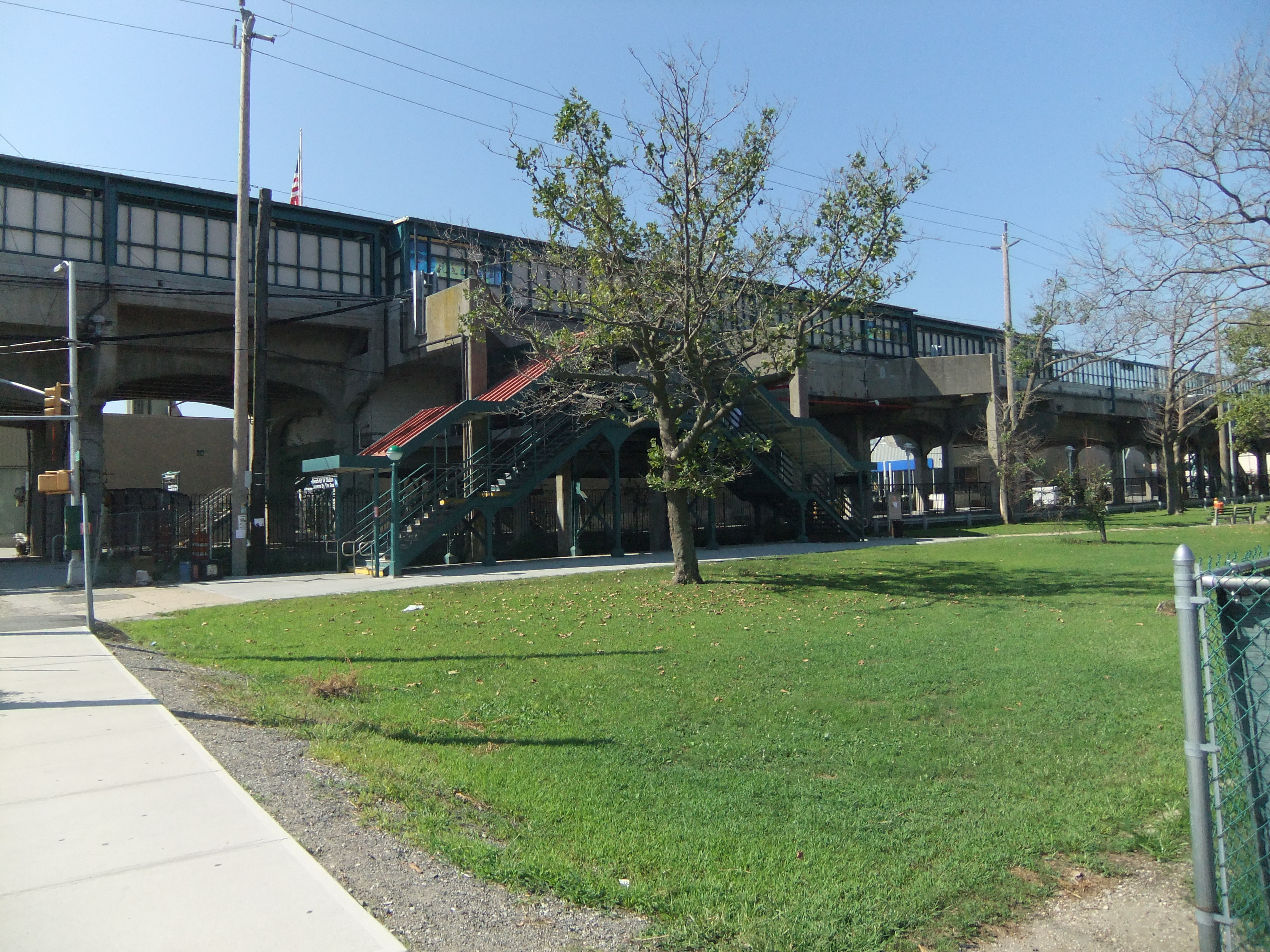
入口

2024年1月にエレベーターが設置され当駅はADA準拠となった。エレベーターの配置は変則的で、改札外の地上階 - 2階改札口 - 北行ホーム側改札口を結ぶものと、改札内の2階改札口 - 南行ホームを結ぶものが各1基設置されている。
- 階段2つ、ロッカウェイ・フリーウェイとビーチ67丁目交差点南西[7]
- 階段2つとエレベーター1基、ロッカウェイ・フリーウェイとビーチ67丁目交差点北西[7]
- 階段1つ、ロッカウェイ・フリーウェイとビーチ69丁目交差点南東（南行ホーム接続、出口専用）[7]